# Décès en juillet 2014
Décès
- 2010
- 2011
- 2012
- 2013
- 2014
- 2015
- 2016
- 2017
- 2018

Pour une information complémentaire, voir la page d'aide.

| Date        | Nom                         | Activités                                                                                     | Âge | Source |
| ----------- | --------------------------- | --------------------------------------------------------------------------------------------- | --- | ------ |
| 1er juillet | Umaru Dikko                 | Homme politique nigérian.                                                                     | 78  | (en)   |
| 1er juillet | Jean Garon                  | Homme politique québécois.                                                                    | 76  |        |
| 1er juillet | Stephen Gaskin              | Altermondialiste et icône des hippies américain.                                              | 79  | (en)   |
| 1er juillet | Gérard Ouédraogo            | Homme politique burkinabé, Premier ministre (1971-1974).                                      | 88  |        |
| 2 juillet   | Manuel Cardona Castro       | Physicien espagnol.                                                                           | 79  | (de)   |
| 2 juillet   | Bertrand d'At               | Chorégraphe français, directeur du Ballet du Rhin (1997-2012).                                | 56  |        |
| 2 juillet   | Mervyn Finlay               | Rameur australien, médaillé de bronze aux Jeux olympiques d'été de 1952.                      | 89  | (en)   |
| 2 juillet   | Harold W. Kuhn              | Mathématicien et économiste américain.                                                        | 88  | (en)   |
| 2 juillet   | Enrique Labo Revoredo       | Arbitre péruvien de football.                                                                 | 75  | (es)   |
| 2 juillet   | Joseph Orban                | Écrivain belge.                                                                               | 57  |        |
| 2 juillet   | Louis Zamperini             | Aviateur militaire américain.                                                                 | 97  |        |
| 3 juillet   | Guy Gaucher                 | Évêque français, auxiliaire émérite de Bayeux-Lisieux.                                        | 84  |        |
| 3 juillet   | Georges Le Rider            | Historien français.                                                                           | 86  |        |
| 3 juillet   | Hadj Abdelkader Ould El Bey | Footballeur algérien.                                                                         | 78  |        |
| 3 juillet   | Peter Whelan                | Dramaturge britannique.                                                                       | 82  | (en)   |
| 4 juillet   | Benoît Duquesne             | Journaliste et présentateur de télévision français.                                           | 56  |        |
| 4 juillet   | Giorgio Faletti             | Romancier italien.                                                                            | 63  | (it)   |
| 4 juillet   | Torill Thorstad Hauger      | Écrivaine norvégienne.                                                                        | 71  | (no)   |
| 4 juillet   | Richard Scaife              | Éditeur de presse, homme d'affaires, philanthrope et lobbyiste américain.                     | 82  | (en)   |
| 5 juillet   | Noel Black                  | Réalisateur, scénariste et producteur américain.                                              | 77  | (en)   |
| 5 juillet   | Elenor Gordon               | Nageuse écossaise.                                                                            | 80  | (en)   |
| 5 juillet   | Robert Jeangerard           | Basketteur américain, champion aux Jeux olympiques d'été de 1956.                             | 81  | (en)   |
| 5 juillet   | Rosemary Murphy             | Actrice américaine.                                                                           | 87  |        |
| 5 juillet   | Vladimir (Sabodan)          | Primat ukrainien de l'Église orthodoxe.                                                       | 78  | (uk)   |
| 5 juillet   | Hans-Ulrich Wehler          | Historien allemand.                                                                           | 82  | (de)   |
| 6 juillet   | Dave Legeno                 | Acteur britannico-américain.                                                                  | 50  |        |
| 6 juillet   | Alan John Dixon             | Homme politique américain.                                                                    | 86  | (en)   |
| 7 juillet   | Horst Bollmann              | Acteur allemand.                                                                              | 89  | (de)   |
| 7 juillet   | Jacqueline Cervon           | Écrivaine française.                                                                          | 90  |        |
| 7 juillet   | Edouard Chevardnadze        | Homme politique soviétique et géorgien, Président de Géorgie (1995-2003).                     | 86  |        |
| 7 juillet   | Alfredo Di Stéfano          | Footballeur et entraîneur argentin naturalisé espagnol.                                       | 88  |        |
| 7 juillet   | Frankie Dunlop              | Batteur de jazz américain.                                                                    | 85  | (en)   |
| 7 juillet   | Francisco Gabica            | Coureur cycliste espagnol.                                                                    | 76  | (es)   |
| 7 juillet   | Henri Graziani              | Cinéaste français.                                                                            | 84  |        |
| 7 juillet   | Dickie Jones                | Acteur américain.                                                                             | 87  | (en)   |
| 7 juillet   | Bora Todorović              | Acteur serbe.                                                                                 | 84  | (en)   |
| 7 juillet   | Peter Underwood             | Gouverneur de Tasmanie (2008-7 juillet 2014).                                                 | 76  | (en)   |
| 7 juillet   | Martin Van Geneugden        | Coureur cycliste belge.                                                                       | 82  | (nl)   |
| 8 juillet   | Plínio de Arruda Sampaio    | Homme politique brésilien.                                                                    | 83  |        |
| 8 juillet   | Vanna Bonta                 | Romancière, poète et actrice américaine, d'origine italienne.                                 | 56  | (en)   |
| 8 juillet   | Lajos Boross                | Violoniste tzigane hongrois.                                                                  | 89  | (hu)   |
| 8 juillet   | Jean-Claude Kella           | Criminel français, membre de la French Connection.                                            | 68  |        |
| 8 juillet   | Abraham Raubenheimer        | Fermier et homme politique sud-africain, ancien député et ancien ministre.                    | 93  |        |
| 9 juillet   | David Azrieli               | Promoteur immobilier, architecte et philanthrope québécois.                                   | 92  | (en)   |
| 9 juillet   | Jean Carpentier             | Médecin généraliste français.                                                                 | 78  |        |
| 9 juillet   | Eileen Ford                 | Agent de mannequins américaine, créatrice de l'agence Ford Model Management.                  | 92  |        |
| 9 juillet   | Ken Thorne                  | Compositeur britannique.                                                                      | 90  |        |
| 10 juillet  | Yann Andréa                 | Écrivain français.                                                                            | 61  |        |
| 10 juillet  | On Kawara                   | Artiste japonais.                                                                             | 81  | (en)   |
| 10 juillet  | Zohra Sehgal                | Actrice et chorégraphe indienne centenaire.                                                   | 102 | (en)   |
| 11 juillet  | Madeleine Bleau             | Femme politique québécoise.                                                                   | 85  |        |
| 11 juillet  | Jacques Damase              | Éditeur français et collectionneur d'art.                                                     | 84  |        |
| 11 juillet  | Jean-Louis Gauthier         | Coureur cycliste français.                                                                    | 58  |        |
| 11 juillet  | Charlie Haden               | Contrebassiste américain de jazz, compositeur et chef d'orchestre.                            | 76  |        |
| 11 juillet  | Bill McGill                 | Basketteur américain.                                                                         | 74  | (en)   |
| 11 juillet  | Tommy Ramone                | Producteur et batteur américain, membre du groupe The Ramones.                                | 62  |        |
| 11 juillet  | John Seigenthaler           | Journaliste américain.                                                                        | 86  | (en)   |
| 12 juillet  | Bernard Costello, Jr.       | Rameur américain, médaillé d'argent aux Jeux olympiques d'été de 1956.                        | 85  | (en)   |
| 12 juillet  | Sudel Fuma                  | Historien, athlète et politique français.                                                     | 62  |        |
| 12 juillet  | Alfred de Grazia            | Philosophe, politologue, enseignant et écrivain américain.                                    | 94  | (en)   |
| 12 juillet  | Zoia Horn                   | Bibliothécaire américaine.                                                                    | 96  | (en)   |
| 12 juillet  | Red Klotz                   | Basketteur américain.                                                                         | 92  | (en)   |
| 12 juillet  | Valéria Novodvorskaïa       | Femme politique russe.                                                                        | 64  |        |
| 13 juillet  | Thomas Berger               | Romancier américain.                                                                          | 89  |        |
| 13 juillet  | Nadine Gordimer             | Écrivaine sud-africaine, prix Nobel de littérature en 1991.                                   | 90  |        |
| 13 juillet  | Werner Lueg                 | Athlète allemand, médaillé de bronze aux Jeux olympiques d'été de 1952.                       | 82  | (de)   |
| 13 juillet  | Lorin Maazel                | Violoniste, chef d'orchestre et compositeur américain.                                        | 84  |        |
| 13 juillet  | Jan Nolten                  | Coureur cycliste néerlandais.                                                                 | 84  | (nl)   |
| 13 juillet  | Louis Porcher               | Sociologue français.                                                                          | 74  |        |
| 13 juillet  | Gert Voss                   | Acteur allemand.                                                                              | 72  |        |
| 14 juillet  | André Chazalon              | Homme politique français.                                                                     | 90  |        |
| 14 juillet  | Alice Coachman              | Athlète américaine, championne aux Jeux olympiques d'été de 1948.                             | 90  | (en)   |
| 14 juillet  | Josh Liavaa                 | Joueur de rugby tongien.                                                                      | 65  | (en)   |
| 15 juillet  | Óscar Acosta                | Écrivain et homme politique hondurien.                                                        | 81  | (es)   |
| 15 juillet  | Edda Buding                 | Joueuse de tennis allemande.                                                                  | 77  | (de)   |
| 15 juillet  | Faruk Ilgaz                 | Dirigeant turc de football.                                                                   | 92  | (tr)   |
| 16 juillet  | Julio Abbadie               | Footballeur uruguayen.                                                                        | 83  |        |
| 16 juillet  | Karl Albrecht               | Homme d'affaires allemand.                                                                    | 94  |        |
| 16 juillet  | Hervé Cristiani             | Chanteur français.                                                                            | 66  |        |
| 16 juillet  | Louis Frégier               | Peintre français.                                                                             | 85  |        |
| 16 juillet  | Armando Marques             | Arbitre brésilien de football.                                                                | 84  | (pt)   |
| 16 juillet  | Szymon Szurmiej             | Acteur polonais.                                                                              | 91  | (pl)   |
| 16 juillet  | Johnny Winter               | Guitariste et chanteur américain de blues.                                                    | 70  |        |
| 16 juillet  | Heinz Zemanek               | Pionnier autrichien de l'informatique.                                                        | 94  |        |
| 17 juillet  | Henry Hartsfield            | Astronaute américain.                                                                         | 80  | (en)   |
| 17 juillet  | Joep Lange                  | Professeur néerlandais spécialiste du VIH / sida.                                             | 59  |        |
| 17 juillet  | William Mulliken            | Nageur américain, champion aux Jeux olympiques d'été de 1960.                                 | 74  | (en)   |
| 17 juillet  | Otto Piene                  | Artiste peintre allemand.                                                                     | 86  | (en)   |
| 17 juillet  | Elaine Stritch              | Actrice américaine.                                                                           | 89  |        |
| 18 juillet  | Vincent Lemieux             | Politologue québécois, professeur émérite de l'Université Laval.                              | 81  |        |
| 18 juillet  | João Ubaldo Ribeiro         | Écrivain brésilien.                                                                           | 73  | (en)   |
| 18 juillet  | Dietmar Schönherr           | Acteur et réalisateur autrichien.                                                             | 88  | (de)   |
| 19 juillet  | Rubem Alves                 | Philosophe et théologien brésilien.                                                           | 80  |        |
| 19 juillet  | David Easton                | Politologue canadien.                                                                         | 97  |        |
| 19 juillet  | Iring Fetscher              | Politologue allemand, professeur émérite de l'Université Goethe de Francfort.                 | 92  | (de)   |
| 19 juillet  | James Garner                | Acteur américain.                                                                             | 86  |        |
| 19 juillet  | Souleymane Keita            | Artiste peintre sénégalais.                                                                   | 67  |        |
| 19 juillet  | Skye McCole Bartusiak       | Actrice américaine.                                                                           | 21  |        |
| 20 juillet  | Álex Angulo                 | Acteur espagnol.                                                                              | 61  |        |
| 20 juillet  | Anne-Marie Christin         | Universitaire française.                                                                      | 72  |        |
| 20 juillet  | Panna Rittikrai             | Chorégraphe d'arts martiaux, réalisateur et acteur thaïlandais.                               | 53  | (en)   |
| 20 juillet  | Boswell Williams            | Homme politique lucien, gouverneur général (1980-1982).                                       | 88  | (en)   |
| 21 juillet  | Micheline La France         | Écrivaine québécoise.                                                                         | 69  |        |
| 21 juillet  | Pierre Quidu                | Peintre français.                                                                             | 87  |        |
| 21 juillet  | Kevin Skinner               | Joueur de rugby néo-zélandais.                                                                | 86  | (en)   |
| 22 juillet  | Slaheddine Ben Mbarek       | Homme politique tunisien.                                                                     | 77  |        |
| 22 juillet  | Garry Goodrow               | Acteur américain.                                                                             | 81  | (en)   |
| 23 juillet  | Dora Bryan                  | Actrice britannique.                                                                          | 91  | (en)   |
| 23 juillet  | Helen Johns                 | Nageuse américaine, championne aux Jeux olympiques d'été de 1932.                             | 99  | (en)   |
| 23 juillet  | Ariano Suassuna             | Poète et dramaturge brésilien.                                                                | 87  |        |
| 24 juillet  | Caroline Beaune             | Actrice française.                                                                            | 55  |        |
| 24 juillet  | Roger Blay                  | Acteur québécois.                                                                             | 76  |        |
| 25 juillet  | Carlo Bergonzi              | Ténor italien.                                                                                | 90  |        |
| 26 juillet  | Thierry Redler              | acteur et realisateur français.                                                               | 56  |        |
| 26 juillet  | Roland Verhavert            | realisateur belge                                                                             | 87  | (nl)   |
| 26 juillet  | Frédéric Trescases          | international français de rugby à XV et à XIII.                                               | 92  | (fr)   |
| 27 juillet  | Sam Hunter                  | Historien américain.                                                                          | 91  | (en)   |
| 27 juillet  | Wallace Jones               | Basketteur américain, champion aux Jeux olympiques d'été de 1948.                             | 88  | (en)   |
| 27 juillet  | Francesco Marchisano        | Cardinal italien de l'Église catholique romaine.                                              | 85  | (it)   |
| 27 juillet  | Abderrahim Mouadden         | Écrivain marocain.                                                                            | 66  |        |
| 27 juillet  | Fritz Naef                  | Joueur de hockey sur glace suisse.                                                            | 80  |        |
| 28 juillet  | Sally Farmiloe              | Actrice britannique.                                                                          | 60  | (en)   |
| 28 juillet  | Alex Forbes                 | Footballeur écossais.                                                                         | 89  | (en)   |
| 28 juillet  | Arturo Goetz                | Acteur argentin.                                                                              | 70  | (es)   |
| 28 juillet  | Marjolaine Hébert           | Comédienne québécoise.                                                                        | 88  |        |
| 28 juillet  | Torrin Lawrence             | Athlète américain, spécialiste du 400 mètres.                                                 | 25  | (en)   |
| 28 juillet  | Yvette Lebon                | Actrice française.                                                                            | 103 |        |
| 28 juillet  | James Shigeta               | Acteur américain.                                                                             | 81  | (en)   |
| 28 juillet  | Theodore Van Kirk           | Aviateur américain.                                                                           | 93  |        |
| 28 juillet  | Hubert Yonnet               | Éleveur français de taureaux de combat.                                                       | 87  |        |
| 29 juillet  | María Antonia Iglesias      | Femme de lettres et journaliste espagnole.                                                    | 69  | (es)   |
| 29 juillet  | Sheik Umar Khan             | Médecin virologue sierra-léonais.                                                             | 39  |        |
| 29 juillet  | Idris Muhammad              | Batteur américain de jazz.                                                                    | 74  |        |
| 30 juillet  | Robert Drew                 | Cinéaste-documentariste américain (cinéma vérité, cinéma direct).                             | 90  |        |
| 30 juillet  | Harun Farocki               | Réalisateur allemand.                                                                         | 70  |        |
| 30 juillet  | Julio Grondona              | Dirigeant argentin de football.                                                               | 82  |        |
| 30 juillet  | Peter Hall                  | Urbaniste britannique.                                                                        | 82  | (en)   |
| 30 juillet  | Émile Rocher                | peintre, sculpteur et céramiste français.                                                     | 86  |        |
| 30 juillet  | Frédéric Trescases          | Joueur de rugby français.                                                                     | 93  |        |
| 30 juillet  | Dick Wagner                 | Guitariste américain.                                                                         | 71  | (en)   |
| 31 juillet  | Franciszek Gąsienica Groń   | Coureur de combiné nordique polonais, médaillé de bronze aux Jeux olympiques d'hiver de 1956. | 82  | (pl)   |
| 31 juillet  | Paul Jean-Ortiz             | Diplomate français.                                                                           | 57  |        |
| 31 juillet  | Pierre Sammy Mackfoy        | Homme politique centrafricain.                                                                | 79  |        |
| 31 juillet  | Émile Rocher                | Artiste peintre, sculpteur et céramiste français.                                             | 86  |        |
| 31 juillet  | Dick Smith                  | Maquilleur de cinéma américain.                                                               | 92  |        |